# Ephesiella brevicapitis
Ephesiella brevicapitis är en ringmaskart som först beskrevs av Moore 1909.  Ephesiella brevicapitis ingår i släktet Ephesiella och familjen Sphaerodoridae. Inga underarter finns listade i Catalogue of Life.